# Daniel Lowe
Daniel Lowe (Olympia, 18 novembre 1992) è un tiratore a segno statunitense, che ha rappresentato gli Stati Uniti ai Giochi olimpici di Rio de Janeiro 2016.